# Molophilus (Molophilus) novacaesariensis
Molophilus (Molophilus) novacaesariensis is een tweevleugelige uit de familie steltmuggen (Limoniidae). De soort komt voor in het Nearctisch gebied.